# Франкенвінгайм
Франкенвінгайм (нім. Frankenwinheim) — громада в Німеччині, розташована в землі Баварія. Підпорядковується адміністративному округу Нижня Франконія. Входить до складу району Швайнфурт. Складова частина об'єднання громад Герольцгофен.
Площа — 14,7 км2. Населення становить 964 ос. (станом на 31 грудня 2020).